# 橋本雅司
橋本 雅司（はしもと まさし、1958年 - ）は、日本の写真家。

## 略歴
1977年、日本大学第一高等学校卒業後、1981年、日本大学芸術学部写真学科を卒業。報道写真家の三木淳に師事。1983年、篠山紀信事務所で3年間勤務したのち独立。有限会社ハブロック代表を務める。1980年代からワニブックスをはじめ多数の出版社の写真集を撮っている。

## 主な作品
- 2000年以前の写真集			
  - 1988.02 五十嵐いづみ写真集『KISS OF FIRE』ワニブックス
  - 1988.03 芳本美代子写真集 勁文社 ISBN 978-4766907209
  - 1991.09 大河内志保写真集 『みつめて愛』パパラブックス
  - 1995.01 小松千春写真集『SENTIR』ワニブックス
  - 1996.10 白石ひとみ写真集『CANADA in Hitomi』英知出版
  - 1996.11 三浦理恵子写真集『あたし』近代映画社 ISBN 978-4764818040
  - 1997.12 雛形あきこ写真集『ひとりだち』近代映画社 ISBN 978-4764818477
  - 1998.08 森ひろこ写真集『M’s』ぶんか社 ISBN 978-4821122363
  - 1998.11 中島史恵2nd写真集『匂い Fragrance』ワニブックス
  - 1999.03 望月さや写真集『沙耶』ワニブックス ISBN 978-4847025242
- 2000年代の写真集
  - 00.05 仲間由紀恵『20th』集英社
  - 01.01 吹石一恵写真集『凛』学習研究社 ISBN 978-4054011410
  - 01/10 橋本愛実1st写真集『Bun Bun Bum』ワニブックスISBN 978-4847026782
  - 02.02 矢口真里1st写真集『ヤグチ』ワニブックス ISBN 978-4847026973
  - 02.04 小谷美裕2nd写真集『スキン』竹書房
  - 02.04 市川由衣3rd写真集『いちかわくん』ワニブックス
  - 02.04 山口日記2nd写真集『RAIN』バウハウス
  - 02.09 吉本多香美3rd写真集『くちづけ』
  - 02.10 小橋めぐみ2nd写真集『孵化 fuka』ワニブックス ISBN 4847027310
  - 03.09 上戸彩3rd写真集『SEPTEMBER FOURTEENTH』集英社
  - 2004 安田美沙子写真集 『WILD FAIRY』（sabraムック）小学館
  - 04.04 沢尻エリカ写真集『erika』（BOMB特別編集）学習研究社
  - 04.06 矢口真里3rd写真集『OFF』ワニブックスISBN 978-4847028106
  - 04.07 橋本愛実3rd写真集『夏、の、果、実、』音楽専科社ISBN 978-4872791587
  - 04.09 三津谷葉子写真集『On the way』ワニブックス ISBN 978-4847028205
  - 04.11 磯山さやか写真集「ism」
  - 04.12 石川梨華写真集『華美 hana-bi』ワニブックス（共作：西田幸樹）
  - 05.08 満島ひかり写真集『あそびましょ。』（BOMB特別編集）学習研究社
  - 05.11 小野真弓写真集「スマイル 2」
  - 05.11 ほしのあき写真集「秘桃」
  - 06.07 福田沙紀 DVD&PHOTO BOOK Little wing
- 2010年代の写真集	
  - 10.04 道重さゆみ写真集『La』ワニブックス ISBN 978-4847042690
  - 10.10 小林恵美写真集（sabraムック）小学館ISBN 978-4091030894
  - 10.10 武井咲1st写真集『風の中の少女』ワニブックス ISBN 978-4847043208
  - 11.06 武井咲2nd写真集『PLUMERIA』小学館スピリッツ ISBN 978-4093637305
  - 11.11 剛力彩芽1st写真集『Shizuku』集英社 ISBN 978-4087806328
  - 15.04 山地まり1st写真集『処女』集英社 ISBN 978-4087807509